# Добромир Карамаринов
Добромир Карамаринов е президент на Българската федерация по лека атлетика. Роден е в Сливен на 26 март 1958 г.

## Професионална кариера
- от 2010 г. – президент на Балканската асоциация на атлетическите федерации (АБАФ)
- от 2003 г. – президент на БФЛА
- 1994-2003 – генерален секретар на БФЛА
- 1993-1994 – отговорник олимпийска подготовка в БФЛА
- 1991-1994 – председател на КЛА Атлет", Габрово
- 1985-1991 – председател на СВСМ на ДФС „Янтра“, Габрово
- 1982-1985 – треньор по лека атлетика на ДФС „Янтра“, Габрово

## Международна дейност
- от 2007 г. – член на Съвета на Европейската атлетическа асоциация (ЕАА), член на Състезателния комитет (Competition Committee) на ЕАА
- 2007-2011 – член на комитета на Международната асоциация на атлетическите федерации (ИААФ)
- 2010 – тийм лидер на отбор Европа (мъже) за Континенталната купа на ИААФ
- 2004-2007 – член на комисията по предложенията (Reflection Commission) на ЕАА,
- 1995-2003 – член на Състезателния комитет на ЕАА,
- от 1994 г. – член на Жури д’апел, технически делегат и делегат на Съвета на ЕАА за международни състезания
- Директор на международни състезания
- Ръководител на делегациите на националните отбори на България на световни и европейски първенства и турнири
- Делегат на конгресите на ЕАА и ИААФ

## Образование
- 1978-1982 – Национална спортна академия, треньорски факултет, специалност Лека атлетика
- 1976-1978 – военна служба в АШВСМ „Чавдар“, София (ЦСКА)
- 1972-1976 – Национална математическа гимназия гр. Габрово

## Състезателна дейност
- 1975-1980 – национален състезател на 400 м с препятствия